# Multivibrator
Multivibratori su elektronički impulsni sklopovi koji imaju dva stanja. Sklop nastaje međusobnim povezivanjem dve tranzistorske sklopke. Mogu biti povezane otpornikom ili kondenzatorom. Vrsta veze određuje vrstu stanja. Povezivanjem preko otpornika dobija se stabilno stanje, a povezivanjem preko kondenzatora kvazistabilno stanje.
Promjena stanja je skokovita, pa je idealizirani valni oblik promjene izlaznog napona pravougaon. Stanje sklopa može biti stabilno ili kvazistabilno tj. nestabilno.
- Stabilno stanje je stanje u kojem sklop može biti trajno, sve do nailaska spoljne pobude, kad se prebacuje u drugo stanje.
- Kvazistabilno ili nestabilno stanje je stanje u kojem se sklop zadržava tačno određeno vreme, nakon čega se prebacuje u drugo stanje. Trajanje kvazistabilnog stanja određeno je kapacitetom kondenzatora i otporom kroz kojeg se kondenzator prazni.

Svaki multivibrator ima dva stanja pa, zavisno o vrsti stanja, razlikujemo bistabilni, monostabilni i astabilni multivibrator.
Uz ova tri sklopa može se još dodati i emiterski vezani bistabil ili Šmitov okidni sklop kojim se postiže razlučivanje ulaznog napona po amplitudi. Sklop ima dva stabilna stanja.

## Literatura
- Clayton, G B (2013). Operational Amplifiers, 2nd Ed. Elsevier.  978-1-4831-3555-7.
- Rao, Prakash (2006). Pulse And Digital Circuits. Tata McGraw-Hill Education.  978-0-07-060656-2.
- Jain, R. P.; Anand, M. (1983). Digital Electronics Practice Using Integrated Circuits. Tata McGraw-Hill Education.  978-0-07-451692-8.